# 植田紳爾

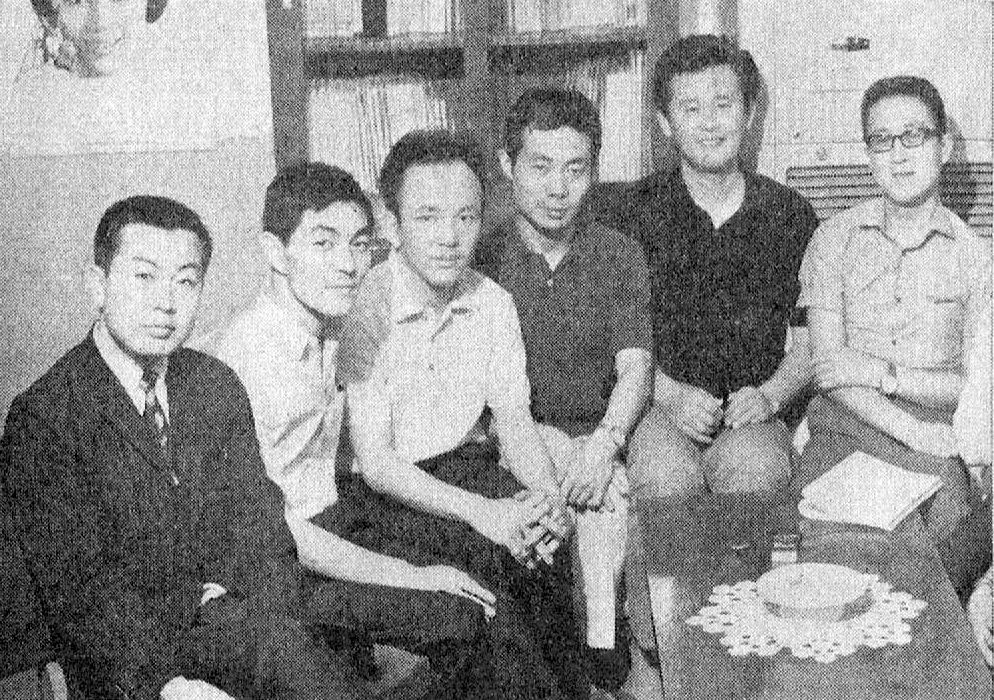
1966年撮影、左より岡田敬二、小原弘亘、柴田侑宏、酒井澄夫、阿古健、植田

植田 紳爾（うえだ しんじ、本名：山村 紳爾〈やまむら しんじ〉、1933年1月1日 - ）は、日本の劇作家、演出家である。宝塚歌劇団専属。1996年から2004年まで同歌劇団理事長を務めた。現在は同歌劇団特別顧問、社団法人日本演劇協会会長。大阪府生まれ。

## 略歴
幼くして父が病死、母とも生き別れ、神戸のおじ夫婦に引き取られた。戦時中は福井に疎開した。「戦争中、空襲で神戸の実家を失い、疎開先の福井でも空襲にあいました。」と日本赤十字社のインタビューで答えている。
その後、演劇青年として学生時代をすごし、滝川高等学校を経て早稲田大学第一文学部演劇科を卒業した。1957年2月に演出助手として宝塚歌劇団に就職する。劇団のかつてのスター・葦原邦子の紹介であった。同年中に『舞い込んだ神様』で演出家デビューを果たした。初期には舞踊劇などの小作品を多く手がける。
1973年、当時花組男役トップスター甲にしきのサヨナラ公演にと自身初の一本立てミュージカル"宝塚グランドロマン"として、『この恋は雲の涯まで』を書き下ろす。この作品は尾上松緑と共同演出。
1974年に初演された「ベルサイユのばら」は、演出する長谷川一夫に脚本執筆者に指名されたことがきっかけとなった。宝塚ファンからの情報をもとに池田理代子の漫画を題材に選んだが、当初は長谷川も難色を示し、漫画ファンなど各方面からの批判も受けたが、上演に漕ぎ着け、その後の宝塚ブームを呼び込むこととなった。
1977年の『風と共に去りぬ』でも脚本・演出を手がけた。
1994年から1996年まで阪急東宝グループ関連会社・宝塚クリエイティブアーツ（歌劇団の公演公式ビデオ・CDなどの販売会社）社長を務め、1996年には歌劇団理事長に就任した（同時に阪急電鉄取締役にも就任）。2004年に退任するまで、歌劇団の5組化（宙組新設）、東京宝塚劇場の新装など変革期の舵取りを務めた。退任後は劇団特別顧問を務めながら、劇作家・演出家として活動している。
2007年、社団法人日本演劇協会会長に就任した。
2014年、『宝塚歌劇の殿堂』最初の100人のひとりとして殿堂表彰。
私生活では上方舞山村流四世宗家山村若の娘で次期後継者であった山村糸と結婚した。糸に男きょうだいがなかったことから、以降戸籍上は山村姓を名乗り、現・六世宗家山村若（2014年7月から3代目山村友五郎）ら子宝にも恵まれたが、糸は宗家襲名を果たせぬまま1990年、病を得て早世（糸は1992年に五世宗家を追善された）、以降は六世若（現・3代目友五郎）らの成長を見守りつつ独身を通す。

## 主な作品

### 宝塚歌劇団で上演された作品

#### 大劇場公演作品
- 『泣きべそ女房』（星組・1960年）
- 『三つの愛の物語－新いそっぷばなし－』（星組・1961年）
- 『嫁とり長者』（星組・1962年）
- 『夏』（雪組・1963年）[注釈 1]
- 『落日の砂丘』（花組・1963年）
- 『狐貉狸さん』（花組・1964年）
- 『楊妃と梅妃』（雪組・1965年）
- 『南蛮屏風』（雪組・1966年）
- 『恋天狗』（花組・1966年）
- 『おーい春風さん』（月組・1967年）
- 『舞三代』（月組・1968年）
- 『牛飼い童子』（月組・1968年）
- 『メナムに赤い花が散る』（花組・1968年）[注釈 2]
- 『真夏のクリスマス』（花組・1969年）
- 『椎葉の夕笛』（星組・1969年）
- 『茨木童子』（月組・1970年）
- 『春ふたたび』（雪組・1970年、花組・1988年）
- 『鴎よ波濤を越えて』（月組・1970年）[注釈 2]
- 『紅梅白梅』（雪組・1971年）
- 『花は散る散る』（花組・1971年）
- 『我が愛は山の彼方に』（星組・1971年[注釈 3]、1984年[注釈 4]、1999年）
- 『江戸っ子三銃士』（雪組・1971年）
- 『哀愁のナイル』（花組・1972年）
- 『花の若武者－弁慶と牛若－』（星組・1972年）
- 『花かげろう』（星組・1973年）
- 『新・花かげろう』（花組・1973年）[注釈 5]
- 『この恋は雲の涯まで』（花組・1973年[注釈 2]、星組・1973年[注釈 2]、雪組・1992年）
- 『若獅子よ立髪を振れ』（雪組・1974年）
- 『ベルサイユのばら』
  - オスカル編 [注釈 6] -（月組・1974年[注釈 3]、花組・1975年[注釈 3]、雪組・1975年[注釈 3]、雪組・1989年、月組・1991年、星組・2001年、雪組・2006年[注釈 7]、月組・2013年[注釈 8]、宙組・2014年[注釈 7]）
  - フェルゼン編[注釈 9] -（星組・1976年[注釈 3][注釈 10]、月組・1976年[注釈 11]、星組・1989年、花組・1990年、宙組・2001年、星組・2006年[注釈 7]、雪組・2013年[注釈 8]、雪組・2024年[注釈 7]）
- 『春鶯囀』（月組・1975年）
- 『うつしよ紅葉』（花組・1976年）[注釈 2]
- 『朱雀門の鬼』（花組・1977年）＊演出のみ
- 『風と共に去りぬ』
  - バトラー編 -（月組・1977年[注釈 12]、星組・1977年[注釈 12]、雪組・1984年[注釈 12]、雪組・1988年、月組・1994年、宙組・2013年[注釈 7]）
  - スカーレット編 -（雪組・1978年[注釈 12]、花組・1978年[注釈 12]、雪組・1994年）
- 『春風の招待』（雪組・1979年）
- 『白夜わが愛－朱鷺の墓より－』（星組・1979年）[注釈 13]
- 『アンタレスの星－モンテ・クリスト伯より』（星組・1979年）
- 『去りゆきし君がために』（雪組・1980年）[注釈 14]
- 『花小袖』（花組・1980年）
- 『友よこの胸に熱き涙を』（花組・1980年）[注釈 13]
- 『宝塚春の踊り』（花組・1981年）
- 『恋天狗』（花組・1981年）
- 『彷徨のレクイエム』（雪組・1981年）[注釈 13]
- 『海鳴りにもののふの詩が』（星組・1981年）
- 『ジャワの踊り子』（雪組・1982年）＊潤色・演出
- 『夜明けの序曲』（花組・1982年、1999年）[注釈 15]
- 『オルフェウスの窓-イザーク編-』（星組・1983年）[注釈 13]
- 『翔んでアラビアン・ナイト』（月組・1983年）
- 『祝いまんだら』（星組・1984年）
- 『愛あれば命は永遠に』（花組・1985年）
- 『愛のカレードスコープ』（雪組・1985年）
- 『レビュー交響楽』（星組・1986年）
- 『パリ、それは悲しみのソナタ』（月組・1986年）
- 『宝塚をどり讃歌』（雪組・1987年、花組・1988年[注釈 16]）
- 『別離の肖像』（星組・1987年）
- 『戦争と平和』（星組・1988年）
- 『紫禁城の落日』（星組・1991年）
- 『宝寿頌』（星組・1993年）
- 『天国と地獄』（雪組・1993年）
- 『TAKARAZUKA・オーレ！』（月組・1994年）[注釈 17]
- 『国境のない地図』（星組・1995年）
- 『花は花なり』（花組・1996年）
- 『虹のナターシャ』（雪組・1996年）[注釈 18]
- 『ザッツ・レビュー』（花組・1997年）[注釈 19]
- 『皇帝』（星組・1998年）
- 『いますみれ咲く』（月組・2001年）
- 『春麗の淡き光に』（雪組・2003年）[注釈 20]
- 『飛翔無限』（花組・2004年）
- 『天使の季節』（花組・2004年）
- 『長崎しぐれ坂』（星組・2005年）
- 『パリの空よりも高く』（月組・2008年）
- 『外伝ベルサイユのばら - アンドレ編 -』（花組・2009年）
- 『ソルフェリーノの夜明け』（雪組・2010年）
- 『宝塚ジャポニズム〜序破急〜』（星組・2012年）[注釈 21]
- 『宝塚をどり』（月組・2014年）[注釈 22]
- 『WELCOME TO TAKARAZUKA －雪と月と花と－』（月組・2020年 - 2021年）

#### その他の公演作品
- 『舞い込んだ神様』（月組・1957年・新芸劇場）[注釈 23]
- 『恋盗人』（雪組・1959年・新芸劇場）
- 安奈淳フェアウェルコンサート『サヨナラにリボンをかけて』（花組・1978年・バウホール）＊構成担当
- 『花供養』（専科・1984年・バウホール、雪組・2004年・日生劇場）
- 『宝塚をどり讃歌』（1989年・ニューヨーク公演）
- 『夢幻宝寿頌』（宙組・1998年・香港公演）
- 『春ふたたび』（花組・1998年・全国ツアー）
- 『夢幻花絵巻』（月組・1999年・中国公演）
- 『蝶・恋（ディエ・リエン）』－燃え尽きるとも－（星組・2002年・中国公演、2003年・全国ツアー）
- 『おーい春風さん』（花組・星組・宙組・2003年・バウワークショップ）＊脚本のみ
- 『恋天狗』（花組・月組・雪組・2003年・バウワークショップ）＊脚本のみ
- 『春ふたたび』（月組・雪組・宙組・2003年・バウワークショップ）＊脚本のみ
- 『ジャワの踊り子』（月組・花組・2004年・全国ツアー）＊潤色・演出
- 『外伝ベルサイユのばら』
  - ジェローデル編（雪組・2008年・全国ツアー）
  - アラン編（花組・2008年・全国ツアー）
  - ベルナール編（星組・2008年・全国ツアー）
  - アンドレ編（宙組・2009年・中日劇場）
- 『長崎しぐれ坂』（月組・2017年・博多座）
- 『婆娑羅の玄孫』（星組・2021年・梅田芸術劇場シアター・ドラマシティ、東京芸術劇場プレイハウス）
- 『宝塚舞踊会』（宝塚大劇場）

### 宝塚歌劇団以外で上演された作品
- 五十田安希 ひとり芝居（1978年11月、博品館劇場）＊演出
- 不死鳥よ 波濤を越えて ―平家物語異聞―（1979年2月、梅田コマ劇場） 植田紳爾 作・演出、六世藤間勘十郎 振付、三代目市川猿之助 主演
- 第5回百恵ちゃんまつり 第一部ミュージカル『クレオパトラ -砂漠の不死鳥-』（1979年）／作・演出を担当　補綴＝安永貞利　演出＝阿古健（宝塚）

主演：山口百恵／出演：井上孝雄・峰岸徹・佐山俊二・藤木敬士（旧芸名：藤木孝）・他／新宿コマ劇場 (2008年12月31日閉館)
- 『華の絆』（1998年、主演：寿ひずる／出演：上月晃・こだま愛・他）
- 『紅天女』（2006年）＊脚本
- 『リボンの騎士　ザ・ミュージカル』（2006年）＊監修のみ
- 『舞台芸術創造事業　日本舞踊×オーケストラ Vol.2』（2014年）＊監修のみ
- 『ベルサイユのばら 45』～45年の軌跡、そして未来（2019年1-2月、東京国際フォーラムホールC・梅田芸術劇場メインホール）＊監修のみ
- 不死鳥よ 波濤を越えて ―平家物語異聞―（2023年5月、明治座） 植田紳爾 作、八世藤間勘十郎 演出・振付、四代目市川猿之助 演出・主演
- 『ベルサイユのばら50』～半世紀の軌跡～（2024年5-6月、梅田芸術劇場メインホール・東京建物 Brillia HALL・御園座）＊監修のみ

## 受賞歴
☆はスタッフの一員として受賞したもの
- 第2回菊田一夫演劇賞・特別賞（1976年）☆ - 『ベルサイユのばら』シリーズに対して
- 昭和59年度芸術祭賞・大衆芸能優秀賞（1984年）☆ - 『我が愛は山の彼方に』の成果に対して
- 第14回松尾芸能賞・優秀賞（1993年） - これまでの功績と、『紫禁城の落日』『この恋は雲の涯まで』に対して
- 紫綬褒章 受章（1996年）
- 第27回菊田一夫演劇賞・特別賞（2001年） - 宝塚歌劇団を21世紀に向けて大きく発展させた功績
- 旭日小綬章 受章（2004年）